# Malthodes robustipygus
Malthodes robustipygus es una especie de coleóptero de la familia Cantharidae.

## Distribución geográfica
Habita en Yunnan (China).